# 佐世保市立早岐小学校
佐世保市立早岐小学校（させぼしりつ はいきしょうがっこう）は、長崎県佐世保市早岐二丁目にある公立小学校。

## 概要
歴史
1874年（明治7年）開校の「城腰（しろのこし）小学校」と「稗田（ひえだ）小学校」を前身とする。両校は1876年（明治9年）に統合。現校名となったのは学制改革が行われた1947年（昭和22年）。2014年（平成26年）に創立140周年を迎えた。
校区
住所表記で佐世保市の後に「平松町、上原町（一部）、陣の内町、勝海町、若竹台町、田の浦町、早苗町、早岐一～三丁目、有福町（一部）」が続く地域。中学校区は佐世保市立早岐中学校。
校章
中央に校名の「早岐」の文字（縦書き）を置いている。
校歌
作詞は片岡繁男、作曲は下総皖一による。歌詞は3番まであり、各番に校名の「早岐小学校」が登場する。

## 沿革
城腰小学校
- 1874年（明治7年）8月 - 多賀家の家屋に「城腰小学校」が開校。上等と下等に分け8学級（生徒数40名）とする。
- 1875年（明治8年）3月 - 大念寺裏に移転。
- 1876年（明治9年）12月 - 稗田小学校を統合。
- 1880年（明治13年）- 教育令の制定により、上等小学・下等小学制を廃止。
- 1882年（明治15年）-「公立中等城腰小学校」に改称。
- 1886年（明治19年）9月 - 小学校令の施行により、「尋常城腰小学校」に改称。
- 1887年（明治20年）10月 - 「尋常早岐小学校」に改称。
- 1889年（明治22年）4月 - 町村制の施行により、東彼杵郡早岐村立の小学校となる。
- 1892年（明治25年）4月 - 小学校令の改正により、「早岐尋常小学校」に改称。
- 1895年（明治28年）3月 - 旧浄漸寺跡に新校舎が完成し移転を完了。
- 1904年（明治37年）11月 - 高等科を併置し、「早岐尋常高等小学校」に改称（尋常科4年・高等科2年）。校舎を増築。
- 1908年（明治41年）4月 - 小学校令の改正により、義務教育年限（尋常科の修業年限）が4年から6年に延長される。
  - 旧高等科1年を尋常科5年に、旧高等科2年を尋常科6年に振り替える。その上に新しく高等科1・2年を設置（尋常科6年・高等科2年）。
- 1923年（大正12年）4月1日 - 早岐村が町制施行し、早岐町となる。これにより早岐町立の小学校となる。
- 1924年（大正13年）4月 - 新校舎が完成。
- 1941年（昭和16年）4月1日 - 国民学校令の施行により、「早岐町国民学校」と改称。尋常科を初等科に改める（初等科6年・高等科2年）
- 1942年（昭和17年）5月27日 - 早岐町が佐世保市に編入されたことにより「佐世保市早岐国民学校」に改称。
- 1947年（昭和22年）4月1日 - 学制改革（六・三制の実施）が行われる。
  - 早岐国民学校の初等科が改組され「佐世保市立早岐小学校」（現在名）となる。
  - 早岐国民学校の高等科が改組され、新制中学校「佐世保市立早岐中学校」が発足。当初小学校に併設される。
- 1950年（昭和25年）3月 - 本館を改築。
- 1961年（昭和36年）2月 - 木造中学校舎4教室を解体し、鉄筋コンクリート造3階建て9教室が完成。
- 1962年（昭和37年）3月 - 3教室を増築。
- 1963年（昭和38年）3月 - 講堂が完成。
- 1965年（昭和40年）3月- 南校舎が完成。
- 1966年（昭和41年）12月 - 本館12教室・給食室が完成。
- 1974年（昭和49年）10月 - 創立100周年記念式典を挙行。
- 1975年（昭和50年）12月 - 本館北側に鉄筋コンクリート造4階建て4教室が完成。
- 1976年（昭和51年）4月1日 - 児童数増加により佐世保市立花高小学校を新設分離。
- 1981年（昭和56年）3月 - 特別教室棟を改築。
- 1990年（平成2年）2月 - 校旗を新調。
- 1991年（平成3年）3月 - 特別教室と新給食室が完成。
- 1995年（平成7年）8月 - 運動場を整備。
- 2001年（平成13年）3月 - 新プールが完成。
- 2002年（平成14年）3月 - 新体育館が完成。
- 2014年（平成16年）12月 - 校舎の耐震化工事が完了。
- 2015年（平成27年）3月 - 校舎裏山急傾斜地崩壊対策工事が完了。

稗田小学校
- 1874年（明治7年）8月 - 稗田家の家屋に「稗田小学校」が開校。上等と下等に分け8学級（生徒数40名）とする。
- 1876年（明治9年）12月 - 城腰小学校への統合により閉校。

## 交通アクセス
最寄りの鉄道駅
- JR九州 大村線・佐世保線 「早岐駅」

最寄りのバス停
- 西肥バス「陣の内」バス停

最寄りの幹線道路
- 国道35号
- 国道202号
- 長崎県道222号平瀬佐世保線

## 周辺
- 佐世保市立早岐中学校
- 早岐幼稚園
- 早岐神社速来宮
- 浄漸寺別院奥の院
- カトリック早岐教会